# Лінивка плямистогруда
Лінивка плямистогруда (Bucco tamatia) — вид дятлоподібних птахів родини лінивкових (Bucconidae).

## Поширення
Вид поширений в Південній Америці. Трапляється в Болівії, Бразилії, Венесуелі, Колумбії, Еквадорі, Перу, Французькій Гвіані, Гаяні та Суринамі. Мешкає у верхніх та середніх ярусах галерейного лісу, пальмових гаях та затоплених лісах.

## Опис
Дрібний птах, завдовжки до 18 см, з кремезним тілом, великою головою та коротким хвостом. Верхівка голови і чоло вохристі або червонуваті; шия і верхня частина грудей вохристі; навколо основи дзьоба є ділянка білого кольору, яка продовжується білою смугою, що проходить нижче ока та облямована чорними смугами; верхня частина тіла темно-коричнева з чорнуватими плямами; нижня частина біла з чорними горизонтальними розмітками; з боків верхньої частини спини може бути біла пляма. Дзьоб і ноги чорні.

## Спосіб життя
Трапляється поодиноко у підліску густих лісів. Живиться членистоногими і дрібними хребетними, інколи фруктами. Гніздо облаштовує в термітниках на деревах або у дуплах. Самиця відкладає 2-3 білі яйця. Інкубація триває 15 днів.

## Підвиди
- Bucco tamatia tamatia J. F. Gmelin, 1788 — східна Колумбія, Венесуела, Гвіана, на південь до північного берега річки Амазонки .
- Bucco tamatia pulmentum P. L. Sclater, 1856 — південний схід Колумбії, схід Еквадору, північний схід Перу, захід Бразилії та північний схід Болівії.
- Bucco tamatia hypnaleus (Cabanis & Heine, 1863) — бразильська Амазонія на схід від річки Тапажос.